# Schatten - Eine nächtliche Halluzination
Schatten - Eine nächtliche Halluzination er en tysk stumfilm fra 1923 af Arthur Robison.

## Medvirkende
- Alexander Granach
- Fritz Kortner
- Ruth Weyher
- Gustav von Wangenheim
- Eugen Rex